# Skylanders: Swap Force
Skylanders: Swap Force is een platformcomputerspel, en is het derde spel uit de serie Skylanders, ontwikkeld door Vicarious Visions, n-Space en Beenox. Het spel werd uitgegeven in Europa op 18 oktober 2013 door Activision. (De Xbox One op 22 november 2013 en de PlayStation 4 op 29 november 2013).
Het spel is het vervolg op Skylanders: Spyro's Adventure en Skylanders: Giants. Net als bij de voorgaande spellen, bevatten ook bij het spel Skylanders: Swap Force een 'Portal of Power', nieuwe Skylanderpersonages en aanvulling voor het spel.

## Het spel
In de wereld van Skylands krijgen de Skylander helden opnieuw te maken met de duisternis. De Skylanders krijgen te maken trollen, vleermuizen en monsters op de mysterieuze Cloudbreak Eilanden. Daar bevindt zich een oude vulkaan. Deze vulkaan werd generaties lang beschermd door de Swap Force personages. Maar tijdens een zwaar gevecht, zitten de Skylanders gevangen bij een uitbarsting van de vulkaan. Uit een en afzonderlijk door de kracht worden ze naar de aarde gestuurd. Door deze actie gaf de vulkaan, de helden een nieuwe kracht, waarbij ze van lichaamshelften kunnen wisselen. Ze vormen nu het speciaal Swap Force team. Met deze nieuwe combinaties kunnen ze weer proberen de Cloudbreak Eilanden te redden. Ondertussen komt Kaos terug met een nieuw kwaad plan. In dit avontuur spel moeten de Skylanders ook weer coöperatieve strijd, minigames en puzzels oplossen. Ook Skylanderpersonages uit de vorige spellen kunnen gebruikt worden.

### Personages
De Skylanderpersonages van het spel Swap Force zijn onder meer:
- Wash Buckler

- Blast Zone
- Magne Charge
- Stink Bomb
- Hoot Loop
- Boom Jet
- Rattle Shake
- Trap Shadow
- Freeze Blade
- Spy Rise
- Fire Kraken
- Night Shift
- Grilla Drilla
- Free Ranger
- Doom Stone
- Rubble Rouser

### Combinaties
Bij de vorige Skylander spellen werden de personages in acht elementklassen verdeeld. Bij het spel Swap Force kan je nu de Skylanderpersonages mengen en mixen, wat de naam verklaart.

### Belangrijkste kenmerken
- Je kunt in totaal 256 unieke combinaties maken.[4]
- Alle Skylanderpersonages kunnen springen.
- Volledige combinaties met de Skylanders: Spyro's Adventure en Giants.

## Platforms
| platform      | jaar |
| ------------- | ---- |
| Nintendo 3DS  | 2013 |
| PlayStation 3 | 2013 |
| PlayStation 4 | 2013 |
| Xbox 360      | 2013 |
| Xbox One      | 2013 |
| Wii           | 2013 |
| Wii U         | 2013 |